# Bârdești
Bârdești – wieś w Rumunii, w okręgu Alba, w gminie Lupșa. W 2011 roku liczyła 5 mieszkańców.